# گگنی
گِگِنی (به مجاری:  Gégény) یک منطقهٔ مسکونی در مجارستان است که در ناحیه کمچه واقع شده‌است. گگنی ۲۳٫۴۴ کیلومتر مربع مساحت و ۱٬۹۳۵ نفر جمعیت دارد.